# Список Международных стандартов финансовой отчётности
Международные стандарты финансовой отчётности (МСФО) — список стандартов и интерпретаций, изложенный Фондом МСФО, и включающий в себя все стандарты финансового учета, разработанные и принятые Советом по Международным стандартам финансовой отчётности (СМСФО).
Список действующих и приостановленных стандартов МСФО включает в себя:
- Международные стандарты финансовой отчетности (IFRS), разработанные CМСФО;
- Международные стандарты бухгалтерского учета (IAS), принятые КМСФО;
- Интерпретации Международного комитета по интерпретации финансовой отчетности (IFRIC); и
- Постоянным комитетом по интерпретациям (SIC).

## Список стандартов
| №        | Титул (англ.)                                                                                         | Название | Дата выхода | Действует с | Действует до | Замена на         |
| -------- | --- | --- | ----------- | ----------- | ------------ | ----------------- |
| IFRS 1   | First-time Adoption of International Financial Reporting Standards                                    | Первое применение Международных стандартов финансовой отчётности                                                                                   | 2003        | 1.1.2004    |              |                   |
| IFRS 2   | Share-based Payment                                                                                   | Платёж, основанный на акциях | 2004        | 1.1.2005    |              |                   |
| IFRS 3   | Business Combinations                                                                                 | Объединения бизнеса | 2004        | 1.4.2004    |              |                   |
| IFRS 4   | Insurance Contracts                                                                                   | Договора страхования | 2004        | 1.1.2005    |              |                   |
| IFRS 5   | Non-current Assets Held for Sale and Discontinued Operations                                          | Долгосрочные активы, предназначенные для продажи, и прекращённая деятельность                                                                      | 2004        | 1.1.2005    |              |                   |
| IFRS 6   | Exploration for and Evaluation of Mineral Resources                                                   | Разведка и оценка запасов полезных ископаемых | 2004        | 1.1.2006    |              |                   |
| IFRS 7   | Financial Instruments: Disclosures                                                                    | Финансовые инструменты: раскрытие информации | 2005        | 1.1.2007    |              |                   |
| IFRS 8   | Operating Segments                                                                                    | Операционные сегменты | 2006        | 1.1.2009    |              |                   |
| IFRS 9   | Financial Instruments                                                                                 | Финансовые инструменты | 2009        | 1.1.2015    |              |                   |
| IFRS 10  | Consolidated Financial Statements                                                                     | Консолидированная финансовая отчётность | 2011        | 1.1.2013    |              |                   |
| IFRS 11  | Joint Arrangements                                                                                    | Совместная деятельность | 2011        | 1.1.2013    |              |                   |
| IFRS 12  | Disclosure of Interests in Other Entities                                                             | Раскрытие информации об участии в других предприятиях                                                                                              | 2011        | 1.1.2013    |              |                   |
| IFRS 13  | Fair Value Measurement                                                                                | Оценка справедливой стоимости | 2011        | 1.1.2013    |              |                   |
| IFRS 14  | Regulatory Deferral Accounts                                                                          | Счета отложенных тарифных корректировок | 2014        | 1.1.2016    |              |                   |
| IFRS 15  | Revenue from Contracts with Customers                                                                 | Выручка по договорам с покупателями | Май 2014    | 1.1.2018    |              |                   |
| IFRS 16  | Leases                                                                                                | Аренда | Январь 2016 | 1.1.2019    |              |                   |
| IFRS 17  | Insurance Contracts                                                                                   | Договор страхования | Август 2017 | 1.1.2021    |              |                   |
| IAS 1    | Presentation of Financial Statements (1997)                                                           | Представление финансовой отчётности | 1975        | 1.1.1975    |              |                   |
| IAS 2    | Inventories (1993)                                                                                    | Запасы | 1975        | 1.1.1976    |              |                   |
| IAS 3    | Consolidated Financial Statements                                                                     | Сводная финансовая отчётность | 1976        | 1.1.1977    | 1.1.1990     | IAS 27 и IAS 28   |
| IAS 4    | Depreciation Accounting                                                                               | Учет амортизации | 1976        | 1.1.1977    | 1.7.1999     | IAS 36            |
| IAS 5    | Information to Be Disclosed in Financial Statements                                                   | Информация, подлежащая раскрытию в финансовой отчетности                                                                                           | 1976        | 1.1.1977    | 1.7.1998     | IAS 1             |
| IAS 6    | Accounting Responses to Changing Prices                                                               | Отражение в учёте изменения цен | 1977        | 1.1.1978    | 1.1.1983     | IAS 15            |
| IAS 7    | Statement of Cash Flows (2007)                                                                        | Отчёты о движении денежных средств | 1977        | 1.1.1979    |              |                   |
| IAS 8    | Accounting Policies, Changes in Accounting Estimates and Errors (2003)                                | Учётная политика, изменения в бухгалтерских оценках и ошибки                                                                                       | 1978        | 1.1.1979    |              |                   |
| IAS 9    | Accounting for Research and Development Activities                                                    | Затраты на исследования и разработки | 1978        | 1.1.1980    | 1.7.1999     | IAS 38            |
| IAS 10   | Events after the Reporting Period (2007)                                                              | События после окончания отчётного периода | 1978        | 1.1.1980    |              |                   |
| IAS 11   | Construction Contracts (1993)                                                                         | Строительные контракты | 1979        | 1.1.1980    | 1.1.2018     | IFRS 15           |
| IAS 12   | Income Taxes (1996)                                                                                   | Налоги на прибыль | 1979        | 1.1.1981    |              |                   |
| IAS 13   | Presentation of Current Assets and Current Liabilities                                                | Представление краткосрочных активов и краткосрочных обязательств                                                                                   | 1979        | 1.1.1981    | 1.7.1998     | IAS 1             |
| IAS 14   | Segment reporting (1997)                                                                              | Сегментная отчетность | 1981        | 1.1.1983    | 1.1.2009     | IFRS 8            |
| IAS 15   | Information Reflecting the Effects of Changing Prices                                                 | Информация, отражающая влияние изменения цен | 1981        | 1.1.1983    | 1.1.2005     |                   |
| IAS 16   | Property, Plant and Equipment (1993)                                                                  | Основные средства | 1982        | 1.1.1983    |              |                   |
| IAS 17   | Leases (1997)                                                                                         | Аренда | 1982        | 1.1.1984    | 1.1.2019     | IFRS 16           |
| IAS 18   | Revenue (1993)                                                                                        | Выручка | 1982        | 1.1.1984    |              |                   |
| IAS 19   | Employee Benefits (1998)                                                                              | Вознаграждения работникам | 1983        | 1.1.1985    |              |                   |
| IAS 20   | Accounting for Government Grants and Disclosure of Government Assistance                              | Учёт государственных субсидий и раскрытие информации о государственной помощи                                                                      | 1983        | 1.1.1984    |              |                   |
| IAS 21   | The Effects of Changes in Foreign Exchange Rates (1993)                                               | Влияние изменений обменных курсов валют | 1983        | 1.1.1985    |              |                   |
| IAS 22   | Business Combinations (1993)                                                                          | Объединение бизнеса | 1983        | 1.1.1985    | 1.4.2004     | IFRS 3            |
| IAS 23   | Borrowing Costs (1993)                                                                                | Затраты по займам | 1984        | 1.1.1986    |              |                   |
| IAS 24   | Related Party Disclosures                                                                             | Раскрытие информации о связанных сторонах | 1984        | 1.1.1986    |              |                   |
| IAS 25   | Accounting for Investments                                                                            | Учёт инвестиций | 1986        | 1.1.1987    | 1.1.2001     | IAS 39 и IAS 40   |
| IAS 26   | Accounting and Reporting by Retirement Benefit Plans                                                  | Учёт и отчётность по пенсионным планам | 1987        | 1.1.1988    |              |                   |
| IAS 27   | Consolidated and Separate Financial Statements (2003) Separate Financial Statements (2011)            | (2003) Отдельная финансовая отчётность (2011) | 1989        | 1.1.1990    |              |                   |
| IAS 28   | Investments in Associates and Joint Ventures (2011)                                                   | Инвестиции в ассоциированные и совместные предприятия                                                                                              | 1989        | 1.1.1990    |              |                   |
| IAS 29   | Financial Reporting in Hyperinflationary Economies                                                    | Финансовая отчётность в гиперинфляционной экономике                                                                                                | 1989        | 1.1.1990    |              |                   |
| IAS 30   | Disclosures in the Financial Statements of Banks and Similar Financial Institutions                   | Раскрытие информации в финансовой отчетности банков и аналогичных финансовых институтов                                                            | 1990        | 1.1.1991    | 31.12.2006   | IFRS 7            |
| IAS 31   | Interests in Joint Ventures (2003)                                                                    | Участие в совместной деятельности | 1990        | 1.1.1992    | 1.1.2013     | IFRS 11 и IFRS 12 |
| IAS 32   | Financial Instruments: Disclosure and Presentation (1995) Financial Instruments: Presentation (2005)  | Финансовые инструменты: раскрытие и представление информации (1995) Финансовые инструменты: представление информации (2005)                        | 1995        | 1.1.1996    |              |                   |
| IAS 33   | Earnings per Share                                                                                    | Прибыль на акцию | 1997        | 1.1.1999    |              |                   |
| IAS 34   | Interim Financial Reporting                                                                           | Промежуточная финансовая отчётность | 1998        | 1.1.1999    |              |                   |
| IAS 35   | Discontinuing Operations                                                                              | Прекращение деятельности | 1998        | 1.7.1999    | 1.1.2005     | IFRS 5            |
| IAS 36   | Impairment of Assets                                                                                  | Обесценение активов | 1998        | 1.7.1999    |              |                   |
| IAS 37   | Provisions, Contingent Liabilities and Contingent Assets                                              | Резервы, условные обязательства и условные активы                                                                                                  | 1998        | 1.7.1999    |              |                   |
| IAS 38   | Intangible Assets                                                                                     | Нематериальные активы | 1998        | 1.7.1999    |              |                   |
| IAS 39   | Financial Instruments: Recognition and Measurement                                                    | Финансовые инструменты: признание и измерение | 1998        | 1.1.2001    | 1.1.2018     | IFRS 9            |
| IAS 40   | Investment Property                                                                                   | Инвестиционное имущество | 2000        | 1.1.2001    |              |                   |
| IAS 41   | Agriculture                                                                                           | Сельское хозяйство | 2000        | 1.1.2003    |              |                   |
| SIC 1    | Consistency - Different Cost Formulas for Inventories                                                 | Последовательность – различные формулы себестоимости для запасов                                                                                   | 1997        | 1.1.1999    | 1.1.2005     | IAS 2             |
| SIC 2    | Consistency - Capitalisation of Borrowing Costs                                                       | Последовательность - капитализация затрат по займам                                                                                                | 1997        | 1.1.1998    | 1.1.2005     | IAS 8             |
| SIC 3    | Elimination of Unrealised Profits and Losses on Transactions with Associates                          | Исключение нереализационных прибылей и убытков по операциям с ассоциированными компаниями                                                          | 1997        | 1.1.1998    | 1.1.2005     | IAS 28            |
| SIC 4    | | |             |             |              |                   |
| SIC 5    | Classification of Financial Instruments - Contingent Settlement Provisions                            | Классификация финансовых инструментов - резервы на условное погашение                                                                              | 1997        | 1.6.1998    | 1.1.2005     | IAS 32            |
| SIC 6    | Costs of Modifying Existing Software                                                                  | Затраты на модификацию имеющегося программного обеспечения                                                                                         | 1997        | 1.6.1998    | 1.1.2005     | IAS 16            |
| SIC 7    | Introduction of the Euro                                                                              | Введение евро | 1997        | 1.6.1998    |              |                   |
| SIC 8    | First-Time Application of IASs as the Primary Basis of Accounting                                     | Применение МСФО впервые в качестве главной основы учета                                                                                            | 1998        | 1.8.1998    | 1.1.2004     | IFRS 1            |
| SIC 9    | Business Combinations - Classification either as Acquisitions or Unitings of Interests                | Объединение бизнеса - классификация в качестве приобретения или объединения интересов                                                              | 1998        | 1.8.1998    | 1.4.2004     | IFRS 3            |
| SIC 10   | Government Assistance-No Specific Relation to Operating Activities                                    | Государственная помощь: отсутствие конкретной связи с операционной деятельностью                                                                   | 1998        | 1.8.1998    |              |                   |
| SIC 11   | Foreign Exchange - Capitalisation of Losses Resulting from Severe Currency Devaluations               | Валютный обмен - Капитализация убытков, возникших в результате девальвации валюты                                                                  | 1998        | 1.8.1998    | 1.1.2005     | IAS 21            |
| SIC 12   | Consolidation-Special Purpose Entities                                                                | Консолидация - компании специального назначения | 1998        | 1.7.1999    | 1.1.2013     | IFRS 10           |
| SIC 13   | Jointly Controlled Entities-Non-Monetary Contributions by Venturers                                   | Совместно контролируемые компании - неденежные вклады со стороны предпринимателей                                                                  | 1998        | 1.1.1999    | 1.1.2013     | IFRS 10           |
| SIC 14   | Property, Plant and Equipment - Compensation for the Impairment or Loss of Items                      | Основные средства - компенсация обесценения или утраты объектов                                                                                    | 1998        | 1.7.1999    | 1.1.2005     | IAS 16            |
| SIC 15   | Operating Leases-Incentives                                                                           | Операционная аренда - стимулы | 1998        | 1.1.1999    | 1.1.2019     | IFRS 16           |
| SIC 16   | Share Capital - Reacquired Own Equity Instruments (Treasury Shares)                                   | Акционерный капитал -вновь приобретенные собственные долевые инструменты (Казначейские акции)                                                      | 1998        | 1.7.1999    | 1.1.2005     | IAS 32            |
| SIC 17   | Equity - Costs of an Equity Transaction                                                               | Капитал - затраты по сделкам, затрагивающим капитал компании                                                                                       | 1999        | 30.1.2000   | 1.1.2005     | IAS 32            |
| SIC 18   | Consistency - Alternative Methods                                                                     | Принцип последовательности - альтернативные методы                                                                                                 | 1999        | 1.7.2000    | 1.1.2005     | IAS 8             |
| SIC 19   | Reporting Currency - Measurement and Presentation of Financial Statements under IAS 21 and IAS 29     | Валюта отчетности - оценка и представление показателей финансовой отчетности                                                                       | 2000        | 1.1.2001    | 1.1.2005     | IAS 21            |
| SIC 20   | Equity Accounting Method - Recognition of Losses                                                      | Метод учета по долевому участию - признание убытков                                                                                                | 1999        | 15.7.2000   | 1.1.2005     | IAS 28            |
| SIC 21   | Income Taxes-Recovery of Revalued Non-Depreciable Assets                                              | Налоги на прибыль - возмещение переоцененной стоимости активов, не подлежащих амортизации                                                          | 1999        | 15.7.2000   | 1.1.2012     | IAS 12            |
| SIC 22   | Business Combinations - Subsequent Adjustment of Fair Values and Goodwill Initially Reported          | Объединения бизнеса - последующая корректировка справедливой стоимости и первоначально отраженной гудвилл                                          | 1999        | 15.7.2000   | 1.4.2004     | IFRS 3            |
| SIC 23   | Property, Plant and Equipment - Major Inspection or Overhaul Costs                                    | Основные средства - затраты на существенный технический осмотр или капитальный ремонт                                                              | 1999        | 15.7.2000   | 1.1.2005     | IAS 16            |
| SIC 24   | Earnings Per Share - Financial instruments and other contracts that may be settled in shares          | Прибыль на акцию - финансовые инструменты и другие договоры, расчеты по которым могут осуществляться путем уступки акций                           | 2000        | 1.12.2000   | 1.1.2005     | IAS 33            |
| SIC 25   | Income Taxes-Changes in the Tax Status of an Entity or its Shareholders                               | Налоги на прибыль — изменения налогового статуса предприятия или его акционеров                                                                    | 1999        | 15.7.2000   |              |                   |
| SIC 26   | Property, Plant and Equipment – Results of Incidental Operations                                      | Собственность, завод и оборудование – результаты случайных операций                                                                                |             |             |              | IAS 16            |
| SIC 27   | Evaluating the Substance of Transactions Involving the Legal Form of a Lease                          | Оценка существа операций, облеченных в юридическую форму аренды                                                                                    | 2000        | 1.1.2002    | 1.1.2019     | IFRS 16           |
| SIC 28   | Business Combinations - 'Date of Exchange' and Fair Value of Equity Instruments                       | Объединения бизнеса - "Дата обмена" и справедливая стоимость долевых инструментов                                                                  | 2001        | 31.12.2001  | 1.4.2004     | IFRS 3            |
| SIC 29   | Disclosure-Service Concession Arrangements                                                            | Договоры концессии по предоставлению услуг: Раскрытие информации                                                                                   | 2001        | 1.1.2002    |              |                   |
| SIC 30   | Reporting Currency - Translation from Measurement Currency to Presentation Currency                   | Валюта отчетности - перевод из валюты измерения в валюту презентации                                                                               | 2001        | 1.1.2002    | 1.1.2005     | IAS 21            |
| SIC 31   | Revenue-Barter Transactions Involving Advertising Services                                            | Выручка-бартерные операции с участием рекламных услуг                                                                                              | 2001        | 1.1.2002    |              |                   |
| SIC 32   | Intangible Assets-Web Site Costs                                                                      | Нематериальные активы: затраты на Интернет-сайт | 2001        | 25.3.2002   |              |                   |
| SIC 33   | Consolidation and equity method - Potential voting rights and allocation of ownership interests       | Консолидация и метод долевого участия - потенциальные права голоса и распределение долей владения                                                  | 2001        | 1.1.2002    | 1.1.2005     | IAS 27 и IAS 28   |
| IFRIC 1  | Changes in Existing Decommissioning, Restoration and Similar Liabilities                              | Изменения в существующих обязательствах по выводу объектов из эксплуатации, восстановлению природных ресурсов и иных аналогичных обязательствах    | 2004        | 1.9.2004    |              |                   |
| IFRIC 2  | Members’ Shares in Co-operative Entities and Similar Instruments                                      | Доли участия в кооперативах и подобные финансовые инструменты                                                                                      | 2004        | 1.1.2005    |              |                   |
| IFRIC 3  | Emission Rights                                                                                       | Права на выбросы | 2004        | 1.3.2005    | 1.7.2005     |                   |
| IFRIC 4  | Determining whether an Arrangement contains a Lease                                                   | | 2004        | 1.1.2006    | 1.7.2019     | IFRS 16           |
| IFRIC 5  | Rights to Interests arising from Decommissioning, Restoration and Environmental Rehabilitation Funds  | Права, связанные с участием в фондах финансирования вывода объектов из эксплуатации, восстановления окружающей среды и экологической реабилитации» | 2004        | 1.1.2006    |              |                   |
| IFRIC 6  | Liabilities arising from Participating in a Specific Market—Waste Electrical and Electronic Equipment | Обязательства, возникающие в связи с деятельностью на специфическом рынке — отработанное электрическое и электронное оборудование                  | 2005        | 1.12.2005   |              |                   |
| IFRIC 7  | Approach under IAS 29 Financial Reporting in Hyperinflationary Economies                              | Применение подхода, требующего пересчёта финансовой отчётности в соответствии с IAS 29 Финансовая отчётность в условиях гиперинфляции              | 2005        | 1.3.2006    |              |                   |
| IFRIC 8  | Scope of IFRS 2                                                                                       | | 2006        | 1.5.2006    | 1.1.2010     | IFRS 2            |
| IFRIC 9  | Reassessment of Embedded Derivatives                                                                  | Повторный анализ встроенных производственных инструментов                                                                                          | 2006        | 1.6.2006    |              |                   |
| IFRIC 10 | Interim Financial Reporting and Impairment                                                            | Промежуточная финансовая отчётность и обесценение                                                                                                  | 2006        | 1.11.2006   |              |                   |
| IFRIC 11 | IFRS 2 - Group and Treasury Share Transactions                                                        | | 2006        | 1.3.2007    | 1.1.2010     | IFRS 2            |
| IFRIC 12 | Service Concession Arrangements                                                                       | Договоры концессии по предоставлению услуг | 2006        | 1.1.2008    |              |                   |
| IFRIC 13 | Customer Loyalty Programmes                                                                           | Программы лояльности клиентов | 2007        | 1.7.2008    |              |                   |
| IFRIC 14 | IAS 19 - The Limit on a Defined Benefit Asset, Minimum Funding Requirements and their Interaction     | IAS 19 — Предельная величина актива пенсионного плана с установленными выплатами, минимальные требования к финансированию и их взаимосвязь         | 2007        | 1.1.2008    |              |                   |
| IFRIC 15 | Agreements for the Construction of Real Estate                                                        | Договоры на строительство недвижимости | 2008        | 1.1.2009    |              |                   |
| IFRIC 16 | Hedges of a Net Investment in a Foreign Operation                                                     | Хеджирование чистой инвестиции в иностранное подразделение                                                                                         | 2008        | 1.10.2008   |              |                   |
| IFRIC 17 | Distributions of Non-cash Assets                                                                      | Распределения акционерам в неденежной форме | 2008        | 1.7.2009    |              |                   |
| IFRIC 18 | Transfers of Assets from Customers                                                                    | Передача активов от клиентов | 2009        | 1.7.2009    |              |                   |
| IFRIC 19 | Extinguishing Financial Liabilities with Equity Instruments                                           | Погашение финансовых обязательств долевыми инструментами                                                                                           | 2009        | 1.7.2010    |              |                   |
| IFRIC 20 | Stripping Costs in the Production Phase of a Surface Mine                                             | Затраты на вскрышные работы на этапе эксплуатации разрабатываемого открытым способом месторождения                                                 | 2011        | 1.1.2013    |              |                   |
| IFRIC 21 | Levies                                                                                                | Обязательные платежи | 2013        | 1.1.2014    |              |                   |